# Hajo
Hajo ist ein männlicher Vorname.

## Herkunft und Bedeutung
Hajo kommt aus dem Ostfriesischen und Altnordischen und bedeutet der im eigenen umfriedeten Gebiet lebt (vgl. Hagen). Ebenso ist der Name als Kurzform von Hans-Joachim, Hans-Jochen oder Hans-Josef gebräuchlich.

## Namensträger
- Hajo Banzhaf (1949–2009), deutscher Astrologe
- Hajo F. Breuer (1954–2014), deutscher Science-Fiction-Autor und Herausgeber
- Hajo Bücken (1944–2016), deutscher Spieleautor
- Hajo Dietz (* 1958), deutscher Luftbildfotograf
- Hajo Drott (* 1929), deutscher Multimediakünstler
- Hajo Exner (* 1967), deutscher Politiker (AfD)
- Hajo Funke (* 1944), deutscher Politikwissenschaftler, Hochschullehrer und Rechtsextremismusforscher
- Hajo Gies (* 1945), deutscher Regisseur
- Hajo Hayen (1923–1991), deutscher Prähistoriker und Moorarchäologe
- Hajo Herrmann (1913–2010), deutscher Jagdflieger und Rechtsanwalt
- Hajo Hoffmann (Politiker) (Hans-Joachim Hoffmann; 1945–2024), deutscher Politiker (SPD)
- Hajo Hoffmann (Musiker) (1958–2015), deutscher Jazzmusiker
- Hajo Holborn (1902–1969), deutscher Zeithistoriker und Hochschullehrer
- Hajo Jahn (* 1941), deutscher Journalist
- Hajo Knebel (1929–2006), deutscher Schriftsteller
- Hajo van Lengen (1940–2024), deutscher Historiker
- Hajo Libor (* 1962), deutscher Kanute
- Hajo Meyer (1924–2014), deutsch-niederländischer Physiker
- Hajo Müller (1931–2020), deutscher Schauspieler und Opernsänger
- Hajo Ortil (1905–1983), deutscher Verfechter der Freikörperkultur
- Hajo Riese (1933–2021), deutscher Ökonom und Hochschullehrer
- Hajo Schomerus (* 1970), deutscher Kameramann und Regisseur
- Hajo Schüler (* 1971), deutscher Schauspieler und Maskenbauer
- Hajo Schumacher (* 1964), deutscher Journalist
- Hajo Seppelt (* 1963), deutscher Sport- und Fernsehjournalist
- Hajo Wienroth (1964–2024), deutscher Flötist
- Hajo Wilken (* 1971), deutscher Radiomoderator

als Spitzname:
- Hanns Joachim Friedrichs (1927–1995), deutscher Journalist und Moderator
- Hans-Joachim Hecht (* 1939), deutscher Schachspieler
- Hans-Joachim Herrmann (Biologe) (* 1958), deutscher Biologe und Zoologe
- Hans-Joachim Kreutzfeldt (* 1944), deutscher Popsänger und Gitarrist; Künstlername: Hajo
- Hans-Joachim Nolten (* 1959), deutscher Tischtennisspieler
- Hans-Joachim Plötz (* 1944), deutscher Tennisspieler
- Hans-Joachim Rauschenbach (1923–2010), deutscher Sportreporter
- Hans-Joachim Wiese (1940–2007), deutscher Gastronom und Internetpionier
- Heinz-Wilhelm Fölster (1925–2012), deutscher Politiker (CDU), MdL. Schleswig-Holstein
- Jochen Schmück (* 1953), deutscher Sozialwissenschaftler und Anarchist

als Zweitname:
- Adolf Kob (1885–1945), deutscher SA-Obergruppenführer und Mitglied des Reichstages

## Familienname
- Zaradachet Hajo (* 1950), kurdischer Linguist, Autor und Übersetzer